# Новая Байгора
Новая Байгора — упразднённая деревня в Добринском районе Липецкой области России. На момент упразднения входила в состав Хворостянского сельсовета.
Исключена из учётных данных в 2001 г.

## География
Располагалась в истоке безымянного ручья (приток Матренки), на расстоянии примерно 3 километрах (по прямой) к западу от поселка при станции Хворостянка, центра сельского поселения.

## История
Деревня упразднена постановлением главы администрации Липецкой области от 09 июля 2001 года № 110.